# Melanozetes tanana
Melanozetes tanana är en kvalsterart som beskrevs av Valerie M. Behan-Pelletier 1986. Melanozetes tanana ingår i släktet Melanozetes och familjen Ceratozetidae. Inga underarter finns listade i Catalogue of Life.